# Al-Malāḥimī
Rukn al-dīn Maḥmūd ibn Muḥammad al-Malāḥimī, dit en abrégé Ibn al-Malahimi, est un théologien mu'tazilite perse. Il est né dans la région du Khwarezm avant 1090, et mort en 1141. 
On a dit de lui qu'il fut un élève d'al-Basrī. Mais Andrew J. Lane met en doute cette affirmation, puisqu'un siècle séparent les dates de décès des deux hommes, si bien qu'une influence directe est improbable. Mais Al-Malāḥimī a contribué à la diffusion des idées d'al-Basrī, dont une grande partie de l'œuvre n'est pas parvenue jusqu'à nous. D'abord partisan de l'école d'Abd al-Jabbar, il a ensuite opté pour l'autre école mu'tazilite, celle d'al-Basrī. Il était contemporain de Al-Zamakhshari. Les deux théologiens ont eu une influence réciproque : Al-Mahalimi enseigna la théologie à Al-Zamakhshari, qui en retour l'instruisit des méthodes de l'exégèse.
Al-Malāḥimī a écrit al-Muʿtamad fī usūl ̣al-dīn (« Livre sur les principes de la religion », dont une traduction est disponible en anglais) où il entend résumer et compléter le kalām (théologie rationnelle) d'al-Basrī. 
Andrew J. Lane se demande si ce livre a pu influencer Al-Kashshaaf de Al-Zamakhshari. Mais Al-Zamakhshari expose très peu d'idées théologiques dans son commentaire du Coran ; les points communs entre les deux livres sont rares, et probablement le fruit du hasard.
Al-Malahimī s'inquiète de l'influence grandissante de la pensée d'Avicenne. Celle-ci a commencé à s'introduire en effet dans le kalām à l'époque d'al-Juwaynī,. Il pense que la philosophie grecque a déformé la religion chrétienne ; il redoute que l'avicennisme n'ait le même effet sur l'islam. Cependant, note F. Griffel, al-Malahimī fait preuve de plus de tolérance qu'al-Ghazalī dans la mesure où il ne prononce aucune accusation de mécréance à l'égard d'Avicenne.
Al-Malahimi a écrit aussi :
- al-Fāʾiq fī l-usūl al-dīn, un abrégé du Muʿtamad fī usūl ̣al-dīn achevé en 1137[9] ;
- Tuḥfat al-mutakallimīn fī l-radd ʿalā l-falāsifa (« Don aux théologiens concernant la réfutation des philosophes » : une critique de la philosophie d'Avicenne, édité par Wilferd Madelung) ;
- al-Tajrīd (abrégé d'un livre d'al-Basrī sur la méthodologie de la jurisprudence).
- Le manuscrit d'un livre écrit contre Aristote, uḥfat al-mutakallimīn fī radd ‘alā l-falāsifa, a été découvert[10].

## Notice d'autorité
Fichier d'autorité international virtuel